# Caleb Ndiku
Caleb Mwangangi Ndiku (ur. 9 października 1992 w Machakos) – kenijski lekkoatleta specjalizujący się w biegach długich.
W 2009 roku sięgnął po srebrny medal mistrzostw świata juniorów młodszych. Dwukrotny złoty medalista mistrzostw świata w przełajach, które w 2010 gościła Bydgoszcz. Mistrz świata juniorów z Moncton (2010) w biegu na 1500 metrów. W 2011 wygrał bieg na 1500 metrów podczas igrzysk afrykańskich. Podczas rozgrywanych w Pekinie mistrzostwach świata wywalczył srebrny medal.

## Osiągnięcia
| Rok  | Impreza                                   | Miejsce          | Konkurencja          | Lokata     | Wynik    |
| ---- | ----------------------------------------- | ---------------- | -------------------- | ---------- | -------- |
| 2009 | Mistrzostwa świata juniorów młodszych     | Południowy Tyrol | bieg na 1500 m       | 2. miejsce | 3:38,42  |
| 2010 | Mistrzostwa świata w biegach przełajowych | Bydgoszcz        | bieg juniorów (8 km) | 1. miejsce | 22:07    |
| 2010 | Mistrzostwa świata w biegach przełajowych | Bydgoszcz        | drużynowo            | 1. miejsce |          |
| 2010 | Mistrzostwa świata juniorów               | Moncton          | bieg na 1500 m       | 1. miejsce | 3:37,30  |
| 2011 | Igrzyska afrykańskie                      | Maputo           | bieg na 1500 m       | 1. miejsce | 3:39,12  |
| 2012 | Mistrzostwa Afryki                        | Porto-Novo       | bieg na 1500 m       | 1. miejsce | 3:35,71  |
| 2014 | Halowe mistrzostwa świata                 | Sopot            | bieg na 3000 m       | 1. miejsce | 7:54,94  |
| 2014 | Igrzyska Wspólnoty Narodów                | Glasgow          | bieg na 5000 m       | 1. miejsce | 13:12,07 |
| 2014 | Mistrzostwa Afryki                        | Marrakesz        | bieg na 5000 m       | 1. miejsce | 13:34,27 |
| 2014 | Puchar interkontynentalny                 | Marrakesz        | bieg na 3000 m       | 1. miejsce | 7:52,64  |
| 2015 | Mistrzostwa świata                        | Pekin            | bieg na 5000 m       | 2. miejsce | 13:51,75 |
| 2016 | Halowe mistrzostwa świata                 | Portland         | bieg na 3000 m       | 5. miejsce | 7:58,81  |
| 2016 | Igrzyska olimpijskie                      | Rio de Janeiro   | bieg na 5000 m       | eliminacje | 13:26,63 |

## Rekordy życiowe
- bieg na 1500 metrów – 3:29,50 (19 lipca 2013, Monako)
- bieg na milę – 3:49,77 (4 czerwca 2011, Eugene)
- bieg na 3000 metrów – 7:30,99 (17 sierpnia 2012, Sztokholm)
- bieg na 5000 metrów – 12:59,17 (21 sierpnia 2014, Sztokholm)
- bieg na milę (hala) – 3:52,66 (11 lutego 2012, Fayetteville)
- bieg na 3000 metrów (hala) – 7:31,66 (21 lutego 2013, Sztokholm)